# 世界中どこでもプラン
世界中どこでもプラン（せかいじゅうどこでもプラン）とは、2008年4月22日にSkypeが提供開始したプランである。Skypeが指定する下記63か国すべての国の固定電話への発信が一定量まで定額となる(2013年2月13日現在)。なお、時間帯や曜日などの制限はないが、基本的に対象は固定電話への発信のみである(携帯電話への通話は一部国に限り、日本は非対応)。また制限として1か月あたりの通話時間は10,000分(約166時間40分)までとされる。

## 主な機能・サービス
| 固定電話と携帯電話宛へ 通話無制限 8ヶ国 | 固定電話と携帯電話宛へ 通話無制限 8ヶ国 | 固定電話と携帯電話宛へ 通話無制限 8ヶ国 | 固定電話と携帯電話宛へ 通話無制限 8ヶ国 | 固定電話と携帯電話宛へ 通話無制限 8ヶ国 | 固定電話と携帯電話宛へ 通話無制限 8ヶ国 | 固定電話と携帯電話宛へ 通話無制限 8ヶ国 | 固定電話と携帯電話宛へ 通話無制限 8ヶ国 |
| --------------------------------------- | --------------------------------------- | --------------------------------------- | --------------------------------------- | --------------------------------------- | --------------------------------------- | --------------------------------------- | --------------------------------------- |
| アメリカ合衆国                          | カナダ                                  | グアム島                                | シンガポール                            | タイ                                    | プエルトリコ                            | 中国                                    | 香港                                    |

| 固定電話宛のみ 通話無制限 55ヶ国 | 固定電話宛のみ 通話無制限 55ヶ国 | 固定電話宛のみ 通話無制限 55ヶ国 | 固定電話宛のみ 通話無制限 55ヶ国 | 固定電話宛のみ 通話無制限 55ヶ国 | 固定電話宛のみ 通話無制限 55ヶ国 |
| -------------------------------- | -------------------------------- | -------------------------------- | -------------------------------- | -------------------------------- | -------------------------------- |
| アイスランド                     | アイルランド共和国               | アルゼンチン                     | アンドラ                         | イギリス                         | イスラエル                       |
| イタリア                         | インドネシア(Jakarta)            | エストニア                       | オランダ                         | オーストラリア                   | オーストリア                     |
| ギリシア                         | クロアチア                       | グアドループ                     | コスタリカ                       | コロンビア                       | スイス                           |
| スウェーデン                     | スペイン                         | スロバキア                       | スロベニア                       | チェコ                           | チリ                             |
| デンマーク                       | トルコ                           | ドイツ                           | ニュージーランド                 | ノルウェー                       | ハンガリー                       |
| パナマ                           | パラグアイ                       | フィンランド                     | フランス                         | ブラジル                         | ブルガリア                       |
| ブルネイ                         | ベネズエラ                       | ベルギー                         | ペルー                           | ポルトガル                       | ポーランド                       |
| マルタ                           | マレーシア                       | メキシコ                         | モロッコ                         | ラトビア                         | リトアニア                       |
| ルクセンブルク                   | ルーマニア                       | ロシア                           | 南アフリカ                       | 台湾                             | 日本                             |
| 韓国                             |                                  |                                  |                                  |                                  |                                  |

※メキシコ、ロシアについて、1ヶ国限定プランの中には「都市限定プラン」というものが存在するが、世界中どこでもプランでは国内のすべての固定電話へ無料となっている。

## 決済方法
PayPal、Visa、マスターカード、JCB、ダイナースクラブ、Money bookers、通常の銀行振込、
コンビニ決済ファミリーマート
- ファミリーマート店頭からSkypeクレジットを購入し、アカウントよりクーポンの有効化、1か国限定プランの契約支払設定画面でSkypeクレジットを選択する

## 実質通話無制限
月にSkype換算で10,000分までとなる通話上限があるが、10,000分は1日あたり5時間以上に相当することから、実質無制限での通話である、とスカイプ社(現マイクロソフト社)はしている。

## 料金体系
契約期間は1か月、3か月、12か月からの選択が可能。
2013年4月15日現在の料金
- 毎月 - ¥1100
- 3か月ごと - ¥3135 (毎月支払い比で5%割引。ひと月当たり1045円)
- 12か月ごと - ¥11220 (毎月支払い比で15%割引。ひと月当たり935円)